# Ali ibn Harb
Alí ibn Harb o Alí ibn Uthman ibn Harb, de malnom az-Zahid (‘l'Asceta’) fou un emir safàrida de Sistan, esmentat a les font amb el títol de Muluk de Nimruz. El seu regnat fou molt breu, el 1225, any en què va morir.
Vers el 1220 la invasió mongola i l'activitat dels ismaïlites de Kuhistan (districte veí de Sistan) havia portat el desordre a Sistan i emissaris ismaïlites van assassinar l'emir safàrida Yamin al-Dawla Bahramshah. Poc després el seu fill Nusrt al-Din fou mort pels mongols i va pujar al tron Shihab al-Din Mahmud ibn Harb (o ibn Uthman ibn Ḥarb) amb el suport de Burak Hadjib, kan Kutlugkhànida de Kirman. Shihab al-Din fou assassinat el 1225 i el va succeir el seu germà Ali, que va morir en el mateix any. El poder va passar a Tadj al-Din Inaltigin, membre de la casa reial de Coràsmia.